# Тан Лінь
Тан Лінь (кит.: 唐琳; нар. 7 травня 1976) — китайська дзюдоїстка, олімпійська чемпіонка 2000 року.

## Виступи на Олімпіадах
| Олімпіада   | Дисципліна | Місце |
| ----------- | ---------- | ----- |
| Сідней 2000 | до 78 кг   | 1     |